# Samantha Cristoforetti

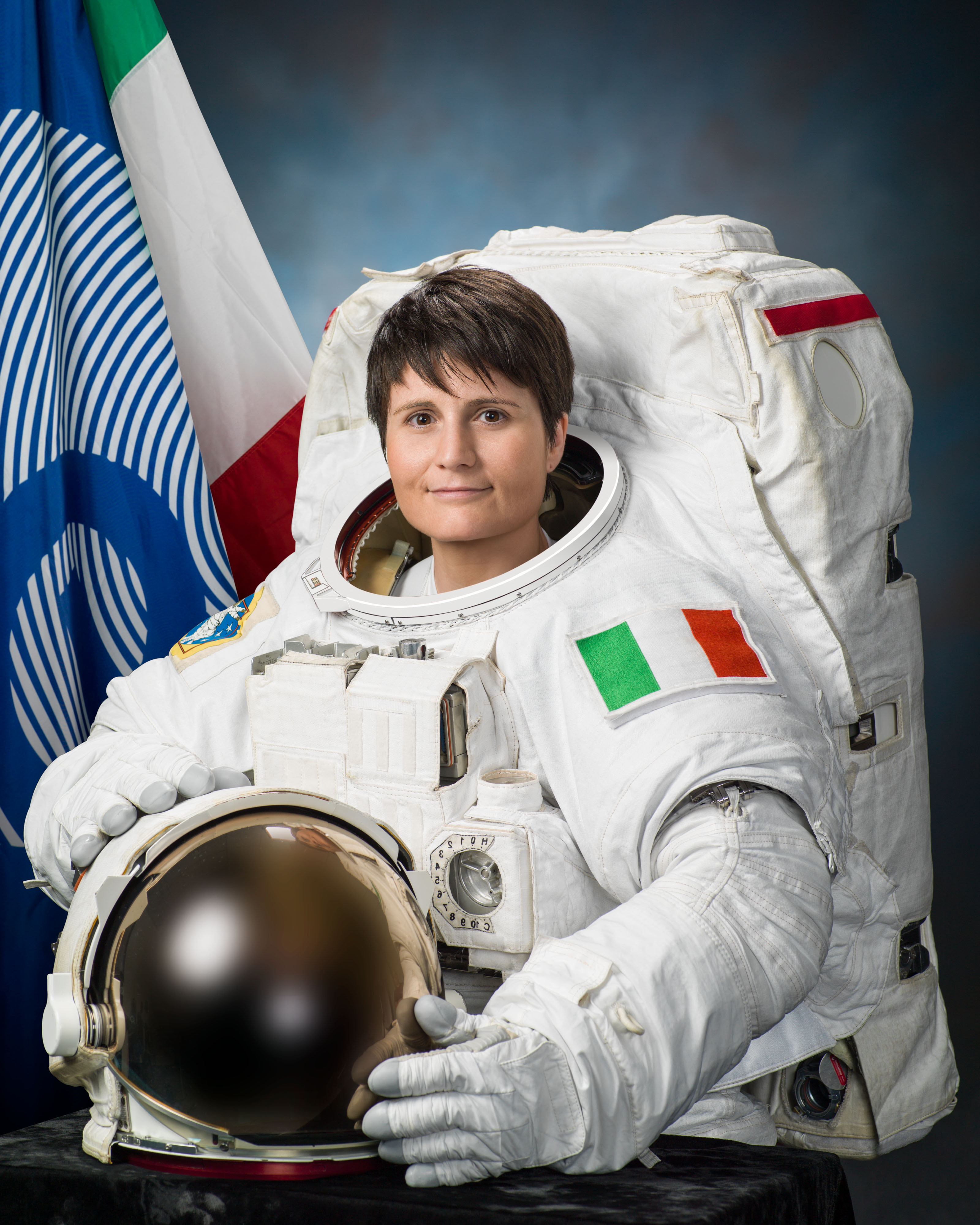
Samantha Cristoforetti în costum de astronaut

Samantha Cristoforetti (n. 26 aprilie 1977 la Milano) este o femeie aviator și astronaut din Italia.
Este prima femeie din cadrul echipajelor Agenției Spațiale Europeane și prima italiancă în spațiu.
A început studiile superioare la Bolzano și Trento și obține gradul academic la Technische Universität München.
În perioada 2001 - 2005 urmează Academia Aeronautică din Pozzuoli.
După alte studii în SUA, conduce avioane de tip: Aermacchi SF-260, Cessna T-37 Tweet, Northrop T-38 Talon, Aermacchi MB-339A, Aermacchi MB-339CD și AMX.
În noiembrie 2014 este trimisă de către Agenția Spațială Europeană într-o misiune de lungă durată (până în mai 2015) la bordul Stației Spațiale Internaționale, alături de Terry Virts (SUA) și Anton Șkaplerov (Rusia).
În afară de italiană, cunoaște engleză, franceză, germană și rusă.